# White Blood Cells
A 2001-es White Blood Cells a The White Stripes nagylemeze. Az albumot kevesebb mint egy hét alatt rögzítették, ez az utolsó lemez független lemezkiadónál. A Fell in Love with a Girl slágernek köszönhetően érték el korai kereskedelmi és kritikai sikerüket.
Az album a 61. helyig jutott a Billboard 200-on, a RIAA-tól megkapta a platina minősítést. A brit albumlistán az 55. helyet érte el. Szerepel az 1001 lemez, amit hallanod kell, mielőtt meghalsz című könyvben.

## Az album dalai
|     | Cím                                     | Szerző(k)  | Hossz |
| --- | --------------------------------------- | ---------- | ----- |
| 1.  | Dead Leaves and the Dirty Ground        | Jack White | 3:04  |
| 2.  | Hotel Yorba                             | White      | 2:10  |
| 3.  | I'm Finding It Harder to Be a Gentleman | White      | 2:54  |
| 4.  | Fell in Love with a Girl                | White      | 1:50  |
| 5.  | Expecting                               | White      | 2:03  |
| 6.  | Little Room                             | White      | 0:50  |
| 7.  | The Union Forever                       | White      | 3:26  |
| 8.  | The Same Boy You've Always Known        | White      | 3:09  |
| 9.  | We're Going to Be Friends               | White      | 2:22  |
| 10. | Offend in Every Way                     | White      | 3:06  |
| 11. | I Think I Smell a Rat                   | White      | 2:04  |
| 12. | Aluminum                                | White      | 2:19  |
| 13. | I Can't Wait                            | White      | 3:38  |
| 14. | Now Mary                                | White      | 1:47  |
| 15. | I Can Learn                             | White      | 3:31  |
| 16. | This Protector                          | White      | 2:12  |

## Közreműködők
- Jack White – gitár, zongora, ének
- Meg White – dob, háttérvokál

## Fordítás
Ez a szócikk részben vagy egészben a White Blood Cells (album) című angol Wikipédia-szócikk ezen változatának fordításán alapul.  Az eredeti cikk szerkesztőit annak laptörténete sorolja fel. Ez a jelzés csupán a megfogalmazás eredetét és a szerzői jogokat jelzi, nem szolgál a cikkben szereplő információk forrásmegjelöléseként.